# Jesús David Peña
Jesús David Peña Jiménez (Zipaquirá, 8 mei 2000) is een Colombiaans wielrenner.

## Carrière
Peña reed in 2019 voor het continentale Strongman-Coldeportes, op het Colombiaans kampioenschap voor beloften werd hij 34e. In 2019 ging hij rijden voor het tevens continentale Colombia Tierra de Atletas-GW Bicicletas, hij werd zesde op het Colombiaans kampioenschap voor beloften en achtste in de tijdrit voor beloften. In 2021 nam hij deel aan het wereldkampioenschap voor beloften waar hij 117e werd. In 2022 tekende hij een contract bij World Tour-ploeg Team BikeExchange Jayco. Dat contract werd na het seizoen 2024 niet meer verlengd. In februari 2025 ging hij rijden voor het Portugese APHotels & Resorts/Tavira/SC Farense.

## Overwinningen
2021
4e etappe Vuelta al Sur del Huila y Tolima
2023
4e etappe Ronde van Slovenië
Jongerenklassement Ronde van Oostenrijk
2025
4e etappe Ronde van Alentejo
2e etappe Trofeo Joaquim Agostinho

### Resultaten in voornaamste wedstrijden
|      | \| Jaar \| Ronde van Lombardije \| Waalse Pijl \| \| WK op de weg \| \| ---- \| -------------------- \| ----------- \| \| ------------ \| \| 2022 \| \| 139e \| \| \| \| 2023 \| \| \| \| opgave \| \| 2024 \| opgave \| \| \| \| |             |  |              |
| Jaar | Ronde van Lombardije | Waalse Pijl |  | WK op de weg |
| 2022 | | 139e        |  |              |
| 2023 | |             |  | opgave       |
| 2024 | opgave |             |  |              |

### Resultaten in kleinere rondes
| Jaar | Ronde van de VAE | Ronde van Catalonië | Ronde van Romandië |
| ---- | ---------------- | ------------------- | ------------------ |
| 2024 | 23e              | 101e                | opgave             |

## Ploegen
- 2019 –  Coldeportes Bicicletas Strongman
- 2020 –  Colombia Tierra de Atletas-GW Bicicletas
- 2022 –  Team BikeExchange Jayco
- 2023 –  Team Jayco AlUla
- 2024 –  Team Jayco AlUla
- 2025 –  APHotels & Resorts/Tavira/SC Farense (vanaf 25 februari)

Balmer · Bauer · Bewley · Colleoni · Craddock · Durbridge · Edmondson · Grmay · Groenewegen · Groves · Hamilton · Hepburn · Howson · Jansen · Juul-Jensen · Kangert · Konysjev  · Maas · Matthews · Meyer · Mezgec · O'Brien · Peña · Reinders (vanaf 23/8) · Schultz · Scotson · Smith · Sobrero · Stewart · Yates · Bogusławski (stagiair) · De Pretto (stagiair) · Foldager (stagiair)
Balmer · Berhe · Colleoni · Craddock · De Marchi · Dunbar · Durbridge · Engelhardt · Grmay · Groenewegen · Hamilton · Harper · Hepburn · Jansen · Juul-Jensen · Maas · Matthews · Mezgec · O'Brien · Peña · Porter · Pöstlberger · Quick · Reinders · Scotson · Sobrero · Stewart · Štybar · Yates · Zana · Jørgensen (stagiair) · McKenzie (stagiair)
Berhe · Craddock · De Marchi · De Pretto · Dunbar · Durbridge · Engelhardt · Ewan · Foldager · Groenewegen · Hamilton · Harper · Hepburn · Jansen · Juul-Jensen · Maas · Matthews · Mezgec · O'Brien · Peña · Plapp · Porter · Quick · Reinders · Schmid · Scotson · Stewart · Walscheid · Yates · Zana